# Damaspia
Damaspia (del griego; antiguo persa *Jāmāspi-) fue una reina de Persia, consorte de Artajerjes I, y madre de Jerjes II, su heredero legítimo. Probablemente era de origen persa.
Según el historiador griego Ctesias de Cnido, el rey Artajerjes y su esposa murieron el mismo día (424 a. C., tal vez durante una campaña militar), y sus cadáveres fueron trasportados a Persia por cierto Bagorazo. Luego de ello se desató una crisis sucesoria, en la que Jerjes -el hijo de Damaspia- y el príncipe Sogdiano fueron sucesivamente asesinados, imponiéndose finalmente Darío II Oco, hijo bastardo de Artajerjes.
El epítome de la obra de Ctesias (Focio, Miriobilion) es la única fuente que nombra a Damaspia, y lo hace sólo una vez (47Archivado el 11 de enero de 2012 en Wayback Machine.). Algunos documentos de Babilonia fechados en el reinado de Artajerjes se refieren a ciertas propiedades como "la casa de la mujer del palacio". Esta mujer anónima podría tratarse de Damaspia, o de la reina madre Amestris.
Por su parte, en un episodio del libro bíblico de Nehemías (Neh. 2. 6), el rey Artajerjes es representado en su trono en compañía de una esposa real, la que podría ser identificada con Damaspia o con una consorte de rango inferior. En favor de esta última posibilidad, se ha señalado que la palabra que usa el texto bíblico coincide más bien con el significado de "mujer del harén".